# Ганн, Ангус
Ангус Фрейзер Джеймс Ганн (англ. Angus Fraser James Gunn; род. 22 января 1996, Норидж, Восточная Англия) — футболист, вратарь клуба «Ноттингем Форест» и сборной Шотландии. Участник чемпионата Европы 2024.

## Ранние годы
Ангус Ганн родился в Норидже, Норфолк, в семье вратаря «Норвич Сити» Брайана Ганна и художницы Сьюзан Ганн. Играть в футбол начал в детско-юношеской академии «Норвич Сити».

## Клубная карьера
В 2011 году Ганн стал игроком академии «Манчестер Сити». Трибунал постановил, чтобы «Сити» выплатил клубу из Нориджа 250 тысяч фунтов стерлингов за переход юного вратаря. В июне 2013 года Ганн подписал с «Манчестер Сити» трёхлетний профессиональный контракт. В сезоне 2016/17 несколько раз попадал в заявку первой команды «Сити», но на поле так и не появился.
В сезоне 2017/18 отправился в аренду в «Норвич Сити». Дебютировал в основном составе «канареек» в матче Чемпионшипа против «Фулхэма». 16 августа провёл свой первый «сухой матч»: это была игра третьего тура Чемпионшипа против «Куинз Парк Рейнджерс» на «Карроу Роуд». В том сезоне сыграл во всех 46 матчах «Норвич Сити» в Чемпионшипе, а также в двух матчах Кубка Англии и трёх матчах Кубка лиги. В голосовании болельщиков на звание лучшего игрока «Норвич Сити» в сезоне занял третье место, уступив Джеймсу Мэддисону и Гранту Хэнли.
В июле 2018 года покинул «Манчестер Сити», не сыграв за команду ни одного официального матча, и перешёл в «Саутгемптон», подписав с клубом пятилетний контракт; сумма трансфера составила 13,5 млн фунтов. Дебютировал в основном составе «святых» 28 августа 2018 года в матче Кубка лиги против «Брайтон энд Хоув Альбион». 2 января 2019 года дебютировал в Премьер-лиге в игре против «Челси», сделав несколько важных «сейвов» и сохранив свои ворота «сухими». Он был признан лучшим игроком матча, а позднее включён в символическую «команду недели Би-би-си» по версии Гарта Крукса.
23 июня 2021 года подписал контракт за нераскрытую сумму с «Норвич Сити».

## Карьера в сборной
Отец Ангуса, Брайан Ганн, играл за сборную Шотландии. Его сын предпочёл Англию, за юношеские команды которой он выступал с 2011 года , включая сборные до 16, до 17, до 19, до 20 лет и до 21 года.
В ноябре 2017 года Ангус Ганн получил свой первый вызов в первую сборную Англии на товарищеский матч против сборной Бразилии.  В 2018 году Алекс Маклиш предлагал Ганну выступать за сборную Шотландии, однако Ганн, игравший на тот момент за сборную Англии до 21 года, не принял приглашение.
25 марта 2023 года дебютировал за сборную Шотландии в домашнем матче отброчного турнира чемпионата Европы 2024 против Кипра (3:0).
7 июня 2024 года был включён в состав сборной на чемпионат Европы 2024 в Германии.

## Статистика выступлений
| Клуб                 | Сезон      | Лига         | Лига  | Лига | Кубок Англии | Кубок Англии | Кубок лиги | Кубок лиги | Другое | Другое | Итог  | Итог |
| Клуб                 | Сезон      | Дивизон      | Матчи | Голы | Матчи        | Голы         | Матчи      | Голы       | Матчи  | Голы   | Матчи | Голы |
| -------------------- | ---------- | ------------ | ----- | ---- | ------------ | ------------ | ---------- | ---------- | ------ | ------ | ----- | ---- |
| Манчестер Сити       | 2017/18    | Премьер-лига | 0     | 0    | —            | —            | —          | —          | 0      | 0      | 0     | 0    |
| Норвич Сити (аренда) | 2017/18    | Чемпионшип   | 46    | 0    | 2            | 0            | 3          | 0          | —      | —      | 51    | 0    |
| Саутгемптон          | 2018/19    | Премьер-лига | 12    | 0    | 2            | 0            | 3          | 0          | —      | —      | 17    | 0    |
| Саутгемптон          | 2019/20    | Премьер-лига | 10    | 0    | 3            | 0            | 0          | 0          | —      | —      | 13    | 0    |
| Саутгемптон          | 2020/21    | Премьер-лига | 0     | 0    | 0            | 0            | 0          | 0          | —      | —      | 0     | 0    |
| Саутгемптон          | Итог       | Итог         | 22    | 0    | 5            | 0            | 3          | 0          | 0      | 0      | 30    | 0    |
| Сток Сити (аренда)   | 2020–21    | Чемпионшип   | 15    | 0    | 0            | 0            | 0          | 0          | —      | —      | 15    | 0    |
| Норвич Сити          | 2021/22    | Премьер-лига | 9     | 0    | 0            | 0            | 2          | 0          | —      | —      | 11    | 0    |
| Норвич Сити          | 2022/23    | Чемпионшип   | 30    | 0    | 0            | 0            | 2          | 0          | —      | —      | 32    | 0    |
| Норвич Сити          | 2023/24    | Чемпионшип   | 40    | 0    | 0            | 0            | 1          | 0          | 2      | 0      | 43    | 0    |
| Норвич Сити          | Итог       | Итог         | 79    | 0    | 0            | 0            | 5          | 0          | 2      | 0      | 86    | 0    |
| Общий итог           | Общий итог | Общий итог   | 162   | 0    | 7            | 0            | 11         | 0          | 2      | 0      | 182   | 0    |

1. ↑  Матчи в плей-оффе Чемпионшипа

## Достижения
Англия (до 21 года)
- Победитель Турнира в Тулоне: 2016[27]